# Don't Wanna Lie
《Don't Wanna Lie》是B'z第49张单曲。

## 简介
这首单曲是于2011年4月16日上映的东宝系的名侦探柯南15周年纪念电影《名侦探柯南 沉默的15分》的主题曲，同时也将和仓木麻衣的《always》一样于4月30日同时作为OP播出，这首歌是柯南的OP31。同时作为剧场版主题曲和柯南OP。单曲分为首发限量版和普通版兩種版本，首发限量版收錄PV的DVD。所有版本均附送收录《Don't Wanna Lie -Ballad Version-》的CD。
單曲的全2首歌曲收錄於專輯C'mon，對上一張全首歌曲收錄於專輯的單曲是5年前的唯一絕不動搖的東西。
最終銷量為約21.6萬張。

## 收錄曲

### CD
1. Don't Wanna Lie
2. Homebound
TBS系電視台全国網《NEWS23クロス》片尾曲

### DVD
1. Don't Wanna Lie MUSIC VIDEO

## 制作人员
- 松本孝弘：吉他、全曲作曲、編曲
- 稻叶浩志：主音、全曲作詞、編曲
- Shane Garasu：鼓
- Barry Sparks：贝司
- 杉山麻衣子：弦乐
- Lime Ladies Orchestra：弦乐
- 寺地秀行：全曲編曲

## 主題曲
- 動畫《名探偵柯南》主題曲。（#1）
- 電影《名探偵柯南 沈黙的15分》主題曲。（#1）
- TBS電視台《NEWS23クロス》主題曲。（#2）

## 收录专辑
- 《C'mon》 （両曲）
- 《THE BEST OF DETECTIVE CONAN 4 〜名侦探柯南 主题曲集4〜》 （#1）

| 动画《名侦探柯南》片头曲 2011年4月30日 - 2011年7月30日  |                         |                                     |
| 前作: Caos Caos Caos 《tear drops》                     | B'z 《Don't Wanna Lie》 | 次作: GARNET CROW 《Misty Mystery》 |
| 剧场版 名侦探柯南 主题曲 2011年 名侦探柯南 沉默的15分钟 |                         |                                     |
| 前作: Garnet Crow 《Over Drive》                        | B'z 《Don't Wanna Lie》 | 次作: 生物股長 《春之歌》           |